# Notrufknopf
Ein Notrufknopf ist eine technische Vorrichtung in Form eines meist roten Knopfes, die das Auslösen eines Notrufs ermöglicht. Durch das Drücken des Knopfes können Hilferufe an angebundene Notrufzentralen, Alarmsysteme oder Kontaktpersonen weitergeleitet werden. Ein Notrufknopf kann fest an einem Ort installiert sein, z. B. an einem Krankenhausbett oder an einer Behindertentoilette, oder direkt am Körper getragen werden.
Notrufknöpfe sind meist mit der Aufschrift SOS versehen und durch die Farben Rot oder Orange gekennzeichnet.

## Fest installierter Notrufknopf
Fest installierte Notrufknöpfe finden meist in medizinischen Einrichtungen wie Krankenhäusern, Rehabilitationszentren oder Arztpraxen Anwendung. Die Knöpfe sind meist kabelgebunden und mit einem hausinternen Notrufsystem verbunden. Durch Betätigung des Notrufknopfes werden medizinisches Personal oder Ersthelfer alarmiert.

## Mobiler Notrufknopf
Ein mobiler Notrufknopf wird an einem Armband oder einem Halsband am Körper getragen und dient der standortunabhängigen Absicherung von Personen. Notrufknöpfe für Senioren sind meist per Funk mit einem fest installierten Empfänger verbunden, der mit der Telefondose verbunden ist. Beim Auslösen eines Notrufs wird eine telefonische Verbindung zu einer Hausnotrufzentrale aufgebaut.
Ein mit SIM-Karte funktionierender Notrufknopf kann auch außerhalb des Hauses oder der Wohnung genutzt werden, da er sich mit dem Handynetz verbindet.
Des Weiteren können mobile Notrufknöpfe mit Zusatzfunktionen wie GPS-Ortung, Sturzsensor oder Pulsmessern ausgestattet sein.